# Садыгов, Низами
Низами Вели оглы Садыгов (азерб. Nizami Vəli oğlu Sadıqov; род. 15 ноября 1967 года) — советский и азербайджанский футболист, вратарь. Большую часть карьеры провёл в «Туран Товуз», был капитаном команды. За свою карьеру забил 21 гол.

## Биография
Садыгов начинал карьеру в «Мариуполе» (тогда — «Новатор»), в сезоне 1987 года провёл четыре матча. В 1990 году перешёл в «Туран» (в то время — «Огуз»), в котором и провёл всю дальнейшую карьеру, за исключением сезона 1997/98, когда защищал ворота «Кяпаза». В сезоне 1993/94 он вместе с «Тураном» стал чемпионом Азербайджана. В том сезоне 10 апреля 1994 «Туран» одержал победу со счётом 2:1 над конкурентом «Нефтчи Баку», футболисты соперника критиковали арбитраж матча и после того, как «Туран» сравнял счёт, хотели даже уйти с поля. Садыгов отрицал обвинения оппонентов, заявив, что в том сезоне его команда заслужила чемпионство. В следующем сезоне Садыгов вместе со своей командой дебютировал в Кубке УЕФА. Он провёл оба матча против турецкого «Фенербахче», «Туран» проиграл с общим счётом 7:0. Садыгов выступал за «Туран» до сезона 2003/04 включительно.
Садыгов провёл три матча за сборную Азербайджана. Дебютировал 16 августа 1995 года в игре отбора на чемпионат Европы 1996 против Словакии, его команда проиграла с минимальным счётом. 6 сентября он стал участником самого крупного поражения в истории сборной Азербайджана, он вышел на поле на 36-й минуте матча с Францией и пропустил семь голов, общий счёт матча — 10:0.
В ходе своей карьеры Садыгов отличался забитыми мячами, в том числе как полевой игрок. За всё время он забил 21 гол, 12 из которых — с пенальти, входит в 20-ку самых результативных вратарей в истории. Также Садыгов является рекордсменом Азербайджана по самой длинной серии без пропущенных мячей — 1106 минут.
После окончания карьеры игрока занялся тренерской деятельностью. Несколько раз возглавлял «Туран», был тренером вратарей в «Карабахе» и «Симурге».
Сын Низами Садыгова, Илькин, также стал футболистом.